# Ceratose seborreica
Ceratose seborreica é um crescimento não-canceroso benigno da pele que se origina a partir dos queratinócitos.